# Ernst-Felix Krüder
Ernst-Felix Krüder (6 de diciembre de 1897 - 8 de mayo de 1941) fue un capitán de navío de la Kriegsmarine alemana, que durante la Segunda Guerra MundiaI mandó el crucero auxiliar Pinguin y fue condecorado con la Cruz de Caballero de la Cruz de Hierro con hojas de roble.
Ernst-Felix Krüder murió en combate el 8 de mayo de 1941, cuando el crucero auxiliar Pinguin (HSK 5) fue hundido por el  HMS Cornwall, muriendo 532 personas, entre ellas 200 prisioneros.

## Condecoraciones
- Cruz de Hierro (1914) de 2.ª y 1.ª clase
- Estrella de Gallipoli (Media Luna de Hierro turca) (23 de enero de 1918)[1]
- Broche para la Cruz de Hierro (1939)
  - de 2.ª clase (30 de agosto de 1940)[1][2]
  - de 1.ª clase (11 de octubre de 1940)[1][2]
- Insignia de Guerra de los Cruceros Auxiliares
- Cruz de Caballero de la Cruz de Hierro
  - Cruz de Caballero el 22 de diciembre de 1940 como comandante del Pinguin (HSK 5)[3][4]
  - 40.º receptor de las hojas de roble el 15 de noviembre de 1941 a título póstumo como comandante del Pinguin (HSK 5)[3][5]
- Mencionado en el Wehrmachtbericht el 26 de junio de 1941

### Citas
1. 1 2 3  Dörr 1995, p. 371.
2. 1 2  Thomas 1997, p. 413.
3. 1 2  Scherzer 2007, p. 477.
4. ↑  Fellgiebel 2000, p. 275.
5. ↑  Fellgiebel 2000, p. 56.